# Privatizace (hra)
Privatizace je česká divadelní hra, komedie autorů a režisérů Borise Jedináka a Petra Erbesa, uvedená na Nové scéně Národního divadla v Praze. 
Pojednává o některých aktérech kupónové privatizace v Československu, především o Petru Kellnerovi a jeho PPF, o jeho způsobech  vedení firem, vyjednávání, o jeho boji s konkurenty v Československu i v zahraničí. Jedna z epozod líčí jeho ožebračování lidí prostřednictvím půjček Home Credit.  Dobývání pozic v ruském byznysu reprezentuje alegorická postava Dědy Mráze. Čínský byznys Kellner dobývá soubojem s čínským drakem. 
Diváci sedí přímo na jevišti a herci se jich před představením i během něj dotazují na jejich názory a zkušenosti s privatizací.
Hra měla premiéru v Praze 30. a 31. ledna 2025.

## Osoby a obsazení
- Petr KellnerːDavid Prachař
- manažeřiː Igor Orozovič, Robert Mikluš, Šimon Krupa, Mark Kristián Hochman
- Děda Mrázː Robert Mikluš
- Čínský drak
- Renáta Kellnerová, manželka Petra Kellneraː Pavla Beretová
- dcera Petra Kellneraː Marie Poulová

## Galerie

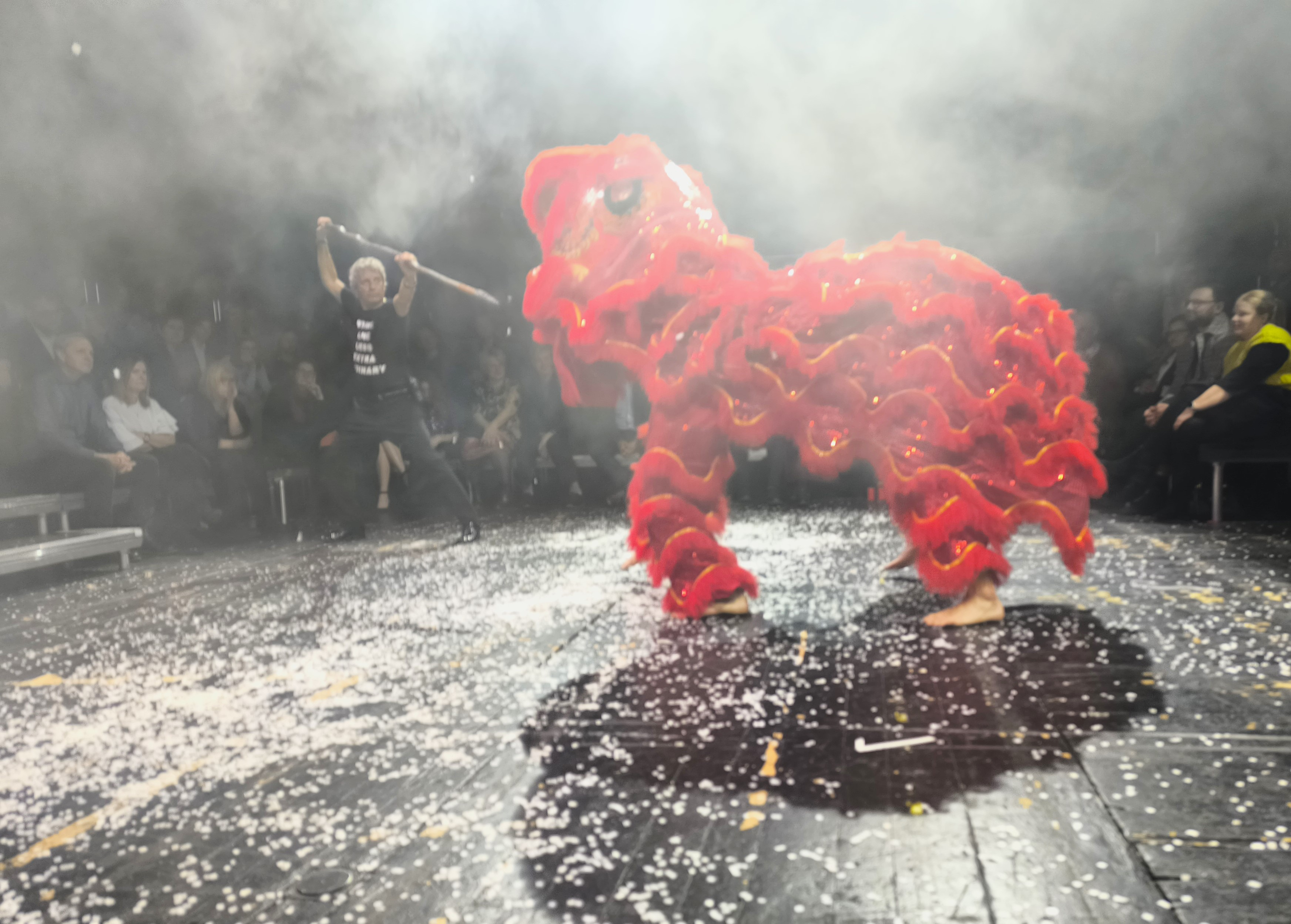
Kellnerův byznys v Číně
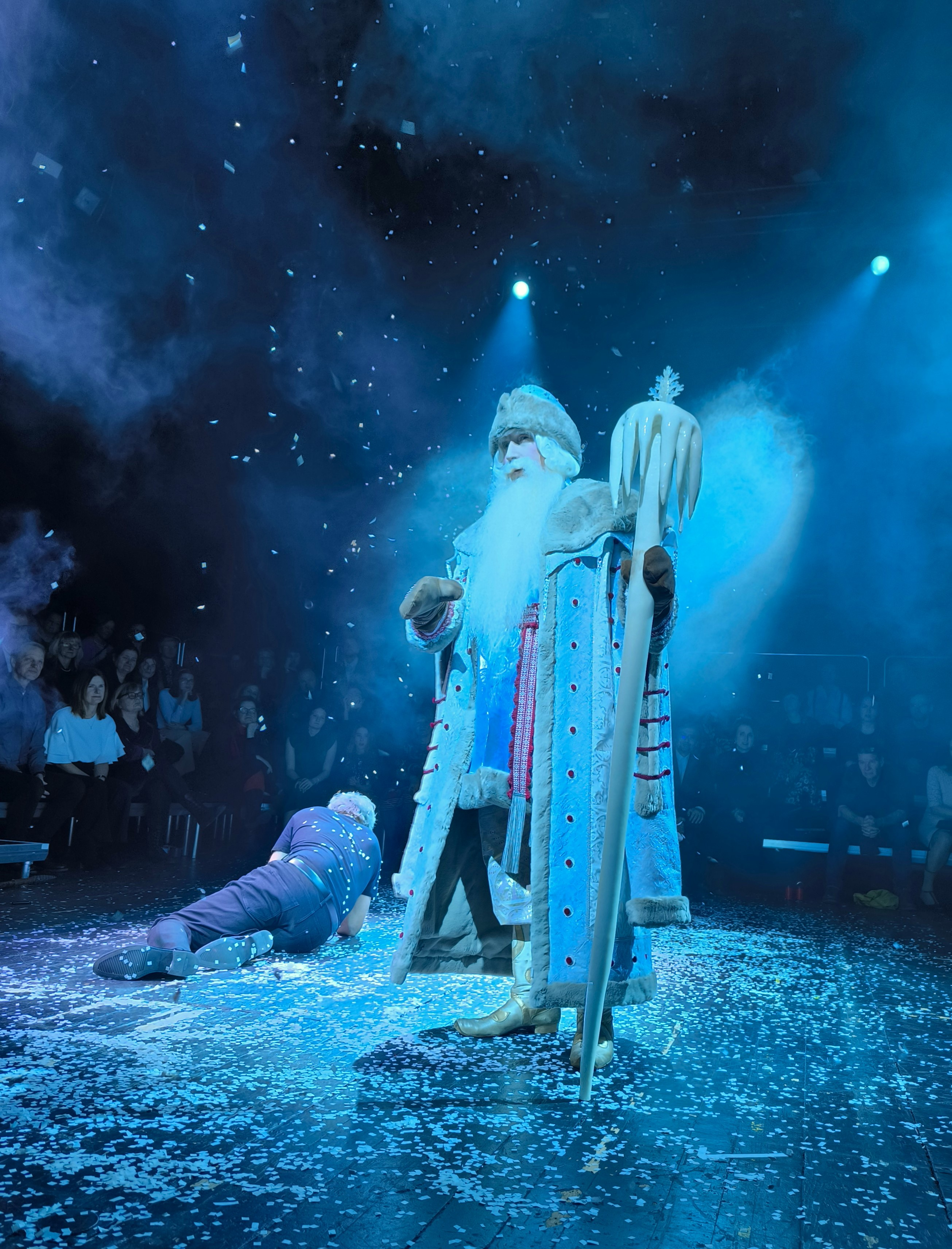
Kellnerův byznys v Rusku
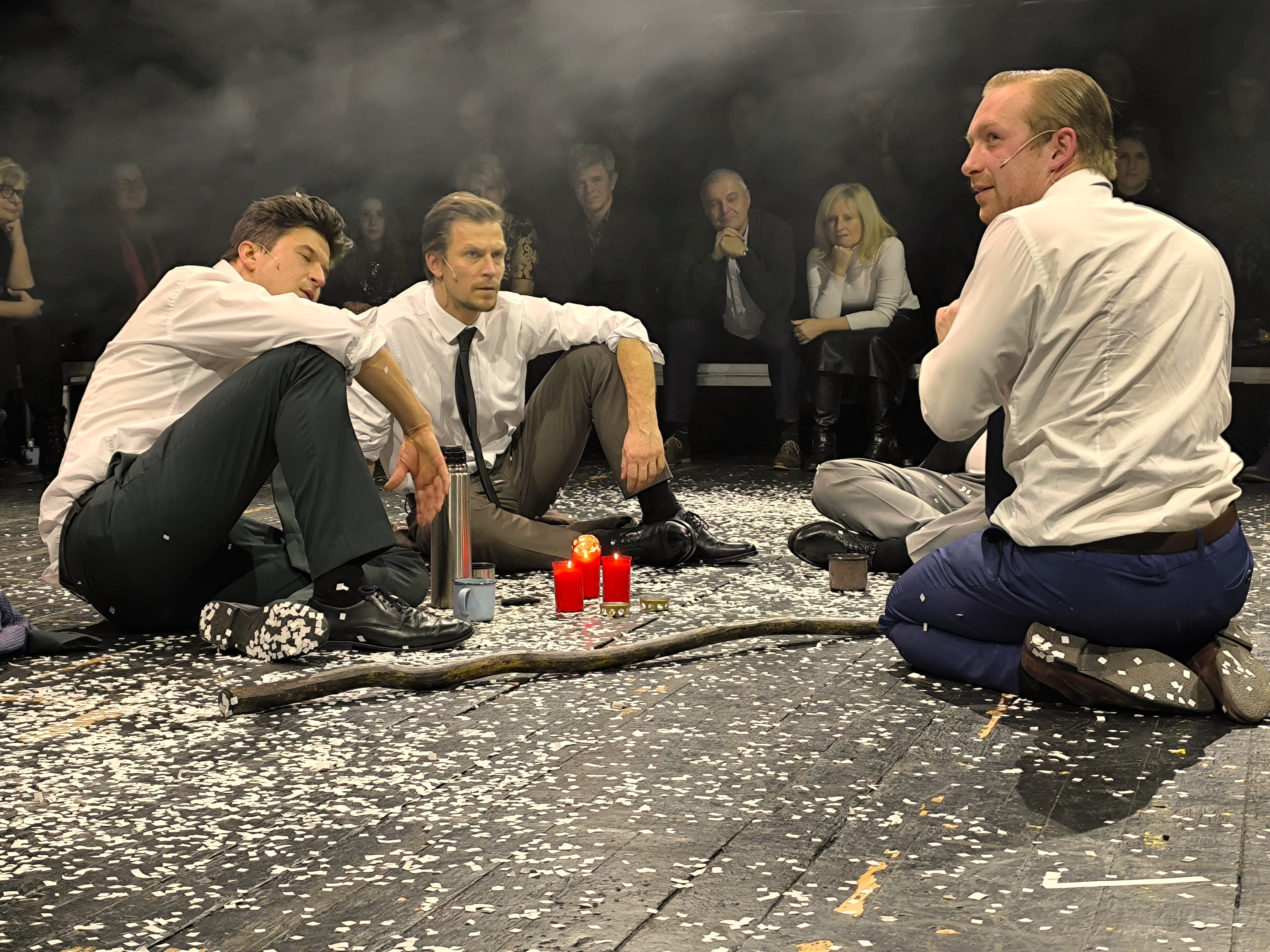
Manažeři